# Księża Góra (Ryczówek)
Księża Góra (462 m) – wzgórze na Wyżynie Częstochowskiej wchodzącej w skład Wyżyny Krakowsko-Częstochowskiej. Znajduje się po północnej stronie zabudowanych obszarów wsi Ryczówek w województwie śląskim, w powiecie olkuskim, w gminie Klucze. Jest w większości porośnięte lasem, ale na jego łagodnym wschodnim stoku są duże obszary łąk, w górnej części stopniowo zarastających lasem.
W porośniętej lasem Księżej Górze znajdują się wapienne skałki, a w nich jaskinie: Schronisko w Ryczówku Pierwsze i Schronisko w Ryczówku Drugie.